# Krishnahalli, Sidlaghatta
Krishnahalli là một làng thuộc tehsil Sidlaghatta, huyện Chikkaballapur, bang Karnataka, Ấn Độ.